# Micheil Meschi
Micheil Meschi (Georgisch: მიხეილ მესხი, Russisch: Михаил Шалвович Месхи) (Tbilisi, 12 januari 1937 – aldaar, 22 april 1991) was een voetballer uit Georgië, die gedurende zijn loopbaan speelde als linkeraanvaller. Zijn flitsende spel op de flanken bezorgde hem de bijnaam "Georgische Garrincha", verwijzend naar de vermaarde voetballer uit Brazilië. Tijdens zijn leven was hij eigenlijk bekend onder de Russische schrijfwijze Michail Meschi.

## Biografie
Meschi kwam gedurende zijn carrière uit voor Dinamo Tbilisi (1954-1969) en Lokomotiv Tbilisi (1970). Hij speelde 35 interlands (vier doelpunten) voor de Sovjet-Unie. Meschi maakte deel uit van de Sovjet-selectie bij het WK voetbal 1962 in Chili. Met de nationale ploeg won hij in 1960 de eerste editie van het EK voetbal.
In 1998 werd Meschi verkozen tot de beste speler uit de geschiedenis van het Georgische voetbal. Het Lokomotivistadion in de hoofdstad Tbilisi werd na zijn dood naar hem vernoemd en omgedoopt in het "Micheil Meschistadion".

## Erelijst
Dinamo Tbilisi
- Landskampioen Sovjet-Unie

1964
 Sovjet-Unie
- Europees kampioenschap

1960